# Cesare Bonelli

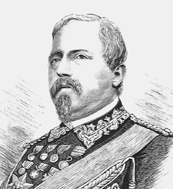
General Cesare Bonelli

Cesare Bonelli (* 3. Januar 1821 in Turin; † 1. Oktober 1904 in Orvieto) war ein italienischer General und Politiker, der zum Kriegsminister aufstieg.

## Leben
Er war der Sohn des Naturwissenschaftlers Francesco Andrea Bonelli und der Fernanda d’Ancona.
Cesare Bonelli besuchte noch jung von 1830 bis 1841 die Militärakademie in Turin und wurde 1843 Leutnant bei der Artillerie. Bis 1845 absolvierte er eine Heeresschule für Artillerie- und Geniewesen.
Im Ersten Unabhängigkeitskrieg trat er in den Dienst der provisorischen Regierung von Mailand und erhielt für seinen Einsatz in der Schlacht bei Goito (30. Mai 1848) die silberne Tapferkeitsmedaille. Bei der Wiederaufnahme des Krieges, im Frühjahr 1849 wurde er zum Kapitän befördert.
Im zweiten Unabhängigkeitskrieg von 1859 beaufsichtigte er das Lager eines im Feld stehenden Artillerie-Regimentes. Am 31. Januar 1860 erhielt er das Kommando über das Artilleriedepot in der Provinz Emilia. Am 7. November 1860 wurde er zum Oberstleutnant befördert und nahm 1860 und 1861 an der Kampagne des Generals Cialdini in Süditalien teil. Bei der Belagerung von Gaeta wurde er durch Granatsplitter verwundet und für seine Arbeit während der Belagerung der Zitadelle von Messina mit dem Militärorden von Savoyen ausgezeichnet. Im Jahre 1862 zum Oberst befördert, erhielt er im gleichen Jahr das Kommando über das 1. und im folgenden Jahr 1863 über das 6. Artillerie-Regiment.
Nach Ausbruch des Dritten Unabhängigkeitskrieges gegen die Österreicher führte er ein Artilleriekorps bei der in der Lombardei einrückenden Hauptarmee unter General La Marmora. In der Schlacht bei Custozza (24. Juni 1866) bewährte er sich besonders, seine auffahrende Artillerie deckte den erfolgreichen Rückzug des Armeekorps des General Durando. Seine rund um Valeggio gut postierten 23 Kanonen hielten 46 Geschütze der Österreicher nieder und ermöglichten der geschlagenen Division des General Sirtori den geordneten Rückzug auf das rechte Ufer des Mincio. Im Jahr 1868 wurde Bonelli zum Generalmajor befördert und übernahm das Kommando der territorialen Artilleriegarnison in Mailand. Später kommandierte er Garnisonen in Neapel und Turin und zeigt gute organisatorische Fähigkeiten. 1877 wurde er zum Generalleutnant befördert und erhielt das Kommando über die Militärdivision von Verona.

### Politische Tätigkeit
Das Scheitern der italienischen Politik auf dem Berliner Kongress 1878 führte zum Rücktritt des Außenministers L. Corti und des Kriegsministers. Ministerpräsident Cairoli rief Bonelli anstelle des scheidenden Generals G. Bruzzo am 24. Oktober in das neue Kabinett, das sich schon am 19. Dezember 1878 wieder auflöste.
Am 14. Juli 1879 übernahm er nochmals den Posten des Kriegsministers im dritten Ministerium Cairoli, diesmal längerfristig bis zum 13. Juli 1880. Der Ausbau des Festungswesens in den nördlichen Provinzen, der Ausbau der Waffenfabrik in Terni und seine Forderung nach Erhöhung der Militärausgaben führten schnell zu seinem Rücktritt. Den politischen Druck der Opposition nicht mehr gewachsen, ließ er sich zu seinem Divisionsbefehl nach Verona zurückversetzen. Seine Leistungen bei der Eindämmungen von Überschwemmungen im September und Oktober 1882 brachten ihm die Ehrenbürgerschaft von Verona ein. Von 1885 bis November 1889 kommandierte er noch das XI. Armeekorps in Bari. Im Alter von 83 Jahren starb Bonelli am 1. Oktober 1904 in Orvieto und wurde in Anagni begraben.